# 藤関勝宏
藤関 勝宏（ふじせき かつひろ、1937年5月20日 - ）は、日本の経営者。西友社長、会長を務めた。

## 経歴
東京都出身。1960年に早稲田大学第一商学部を卒業し、同年に西武百貨店に入社。1977年3月に西友ストアーに転じ、1981年5月に取締役に就任し、1989年5月に常務、1990年5月に専務を経て、1992年5月に社長に就任。1997年10月に会長に就任し、1998年5月には取締役相談役に就任。
1991年11月に藍綬褒章を受章。